# Escalante (Kantabrien)
Escalante ist eine Gemeinde in der spanischen Autonomen Region Kantabrien. Sie liegt in der Comarca Trasmiera und grenzt im Norden an Arnuero und Argoños, im Westen an Meruelo und Hazas de Cesto, im Süden an Bárcena de Cicero und im Osten an die Bucht von Santoña. Die Gemeindehauptstadt ist die Stadt Escalante, die in einer fruchtbaren Ebene neben der Quelle des Fuentona liegt. Sie ist sechs Kilometer von Santoña und 38 Kilometer von der Regionalhauptstadt Santander entfernt.

## Orte
- El Alvareo
- Baranda
- Cornoció
- Escalante (Hauptstadt)
- Montehano
- Noval
- Rionegro

## Bevölkerungsentwicklung
| 1842 | 1900 | 1950 | 1981 | 1991 | 2001 | 2011 |
| ---- | ---- | ---- | ---- | ---- | ---- | ---- |
| 840  | 806  | 1103 | 753  | 722  | 742  | 762  |